# Омаров, Байтен Валиханович
Байтен Валиханович Омаров (10 мая 1927 — 16 февраля 2008) — казахстанский театральный режиссёр, актёр советского и казахстанского кино, общественный деятель и педагог. Народный артист Казахской ССР (1987).
В 2012 году благодаря меценатам, детям и ученикам Байтена Омарова, в память о нём и его творчестве, был создан Алматинский театр «Жас Сахна». 

## Биография
Родился в Павлодарской области Казахской ССР. Происходит из рода уак.
Окончил Алма-Атинскую киноактерскую школу в 1949 году; режиссёрский факультет Ташкентского Государственного театрально-художественного института им. А. Н. Островского в 1954 году.
Творческий путь в искусстве начал в 1944 году артистом Оркестра Казахских народных инструментов при Казрадиокомитете.
Карьеру театрального режиссёра Байтен Омаров начал в 1953 году с постановки комедии «Женитьба» Н. В. Гоголя в Атырауском областном театре. После окончания института (1954) Байтен Омаров более 15 лет работал режиссёром, главным режиссёром и директором Семипалатинского областного драматического театра им. Абая, где он осуществил постановку более 40 спектаклей.
С 1971 года трудится в г. Алматы в Уйгурском Государственном театре комедии (1971—1975), в Казахском Государственном Академическом театре драмы им. М.Ауэзова
(1977—1980), в Казахконцерте главным режиссёром (1980—1984), работал главным режиссёром в Талдыкорганском областном драмтеатре.
Байтен-ага снялся более чем в двадцати фильмах. Среди них можно назвать киноленты ставшие классикой студии «Казахфильм»: «Тризна», (1972, реж. Б. Мансуров), «Погоня в степи» (1979, реж. А. Карсакбаев), «Через Гоби и Хинган» (1981, реж. В. Ардынский), работал также на «Мосфильме» и других киностудиях «Белый шаман» (1982, реж. А. Ниточкин), «Агония» (1974, реж. Э. Климов) и т. д.
Но самым главным в жизни для Байтена Валихановича был, всё-таки, театр, который давал ему основу существования как творческой личности, помогал реализовать свой талант.
Мастер поставил более 100 спектаклей в русских и казахских театрах, кроме того две оперы в Г. А. Т. О. Б. им. Абая г. Алматы.
Талант, одарённость и неустанный труд режиссёра и деятеля культуры были достойно оценены, Байтену Омарову были присвоены звания Заслуженный артист КазССР, а затем и Народный артист КазССР (1987 год).
Байтен Валиханович также был и успешным общественным деятелем: С 1975 по 1977 был начальником Управления по делам искусства Министерства культуры КазССР. Был художественным руководителем Академического каздрамтеатра имени М. Ауэзова в Алматы, начальником управления культуры министерства, председателем Союза театральных деятелей республики.
Последние годы Байтен Валиханович трудился как педагог в «Республиканском Эстрадно — Цирковом Колледже ИМ. Ж. Елебекова». При колледже, он также отркрыл студенческий театр в котором успешно осуществил постановки «Жамиля», «Письма к Незнакомке», «Апке», «Актриса».
В 2008 году в память о Байтене Омарове был выпущен фильм и передача канала «Казакстан» — «Сонбес сауле» в которых принимали участие сам Байтен Омаров, его коллеги и друзья, среди которых Булат Мансуров, Асанали Ашимов, Элем Климов, Дулат Исабеков, Ахмеджан Кадыров, Тунгышпай Жаманкулов, его ученики молодые актеры театра «Жас Сахна» (Алматы), а также супруга, дети и внуки Байтена Валихановича.

## Семья
- Жена — Омарова Гульфарус Каирбаевна (1936, Патологоанатом, Педагог, Отличник Здравоохранения).
- Дети — Газиза, Жанна, Ажар и Канат.

## Фильмография (Избранное)
- 1972 — Тризна / Құлагер (реж. Б. Мансуров)) Архивная копия от 12 октября 2015 на Wayback Machine — Знаток коней Кулинбай
- 1974 — Агония (реж. Э.Климов) — Жамсаран (Пётр) Бадмаев. доктор тибетской медицины
- 1975 — Храни свою звезду — парторг
- 1977 — Триптих (реж. А. Хамраев) — председатель Совхоза
- 1979 — Погоня в степи (реж. А. Карсакбаев) Архивная копия от 31 декабря 2013 на Wayback Machine — Главарь банды Ахан
- 1979 — Дополнительные вопросы (реж. Л. Сон) Архивная копия от 31 декабря 2013 на Wayback Machine
- 1981 — Год дракона (реж. А. Ашимов) — Китайский генерал-губернатор
- 1981 — Через Гоби и Хинган (реж. В. Ардынский) — японский генерал Ямада
- 1982 — У кромки поля (реж. Б. Шманов) Архивная копия от 31 декабря 2013 на Wayback Machine — Директор футбольной команды
- 1982 — Белый шаман (реж. А. Ниточкин) — шаман Этыкай
- 1984 — Репортаж из бездны (реж. Г. Бзаров)
- 1987 — Сказка о прекрасной Айсулу (реж. В. Чугунов и Р. Тажибаев) Архивная копия от 31 декабря 2013 на Wayback Machine — Жрец
- 1990 — Восточный коридор, или Рэкет по… — Глава местной Мафии «Сытый»
- 2004 — Волшебный спонсор (реж. А. Сулеева и С. Райбаев) Архивная копия от 31 декабря 2013 на Wayback Machine — Волшебник — кукольник
- 2010 — Однажды в багажнике (реж. С. Утепбергенов) — Глава ОПГ, Авторитет Ахмеди

## Режиссёрские работы в театре (Избранное)
- Қаракөз — Пьеса M. Ауэзова
- Ұлпан — Пьеса Ғ. Мусрепова
- Еңлік-Кебек — Пьеса M. Ауэзова
- Укрощение строптивой — Пьеса У. Шекспира
- Әпке — Пьеса Д. Исабекова
- Үйлену (Женитьба) — Пьеса Н. Гоголя
- Жәмиля — Пьеса Ч. Айтматова
- Актриса — Пьеса Д. Исабекова
- Майра — Пьеса А. Тажибаева
- Материнское Поле — Пьеса Ч. Айтматова
- Горянка — Пьеса — Поэма Р. Гамзатова
- Құдағи келіпті — Пьеса К. Мухамеджанова
- Бейтаныс әйелдің хаты (Письмо незнакомки) — Пьеса С. Цвейга
- Беу, қыздар-ай! — Пьеса К. Байсеитова и К. Шангытбаева
- Қош, махаббат! — Пьеса М. Макатаева
- Ақан серi — Ақтоқты (Опера) — Либретто Ғ. Мусрепова, Музыка С. Мухамеджанова
- Жұмбақ қыз (Опера) — Либретто С. Сейфуллина, Музыка С. Мухамеджанова